# Republica Arabă Unită
Republica Arabă Unită (RAU; Arabă: الجمهورية العربية المتحدة, romanizat: al-Jumhūrīyah al-'Arabīyah al-Muttaḥidah) a fost o uniune politică de scurtă durată între statele Egipt și Siria. Uniunea a luat naștere la data de 22 februarie 1958 și a încetat să mai existe la data de 28 septembrie 1961. Președintele acesteia, Gamal Abdel Nasser, a fost ales la data de 5 februarie 1958. Între anii 1958 și 1961, Egiptul, Siria și Yemenul au format o confederație numită Statele Arabe Unite. Egiptul a continuat să fie cunoscut oficial ca „Republica Arabă Unită” până în 1971.
În 1961 Siria părăsește uniunea,datorită unei lovituri de stat.